# Stulatek, który wyskoczył przez okno i zniknął (powieść)
Stulatek, który wyskoczył przez okno i zniknął (szw. Hundraåringen som klev ut genom fönstret och försvann) – powieść szwedzkiego pisarza Jonasa Jonassona wydana w 2009 r. przez wydawnictwo Piratförlaget, najlepiej sprzedająca się książka w Szwecji w 2010 roku i międzynarodowy bestseller. Prawa do tłumaczenia do 2013 r. zostały sprzedane w co najmniej 35 krajach. Do czerwca 2014 roku książka sprzedała się w ponad 6 milionach egzemplarzy na całym świecie.

## Fabuła
Staruszek, Allan Karlsson, którzy przeżył prawie dziesięć dekad, postanawia uciec z domu starców w Malmköping, który nie oferuje mu nic ponad nudę powszedniości i mało urozmaiconą, monotonną dietę. Decyzję podejmuje kilka godzin przez zaplanowanym, hucznym świętowaniem jego setnych urodzin, na które zaproszono radę miasta i lokalną gazetę. Karlsson jednak nie chce być w centrum takiej uwagi, dlatego wymyka się przez okno w zwykłym, codziennym stroju i w kapciach na nogach. Zabierając ze sobą jedynie kilkaset koron, dociera na dworzec autobusowy, gdzie kupuje bilet, nie mając wcześniej wytyczonego, konkretnego celu podróży. Na tym samym dworcu młody człowiek prosi go o popilnowanie walizki, a gdy podjeżdża autobus, staruszek zabiera bagaż ze sobą. W walizce znajduje się pięćdziesiąt  milionów koron. Allan przemierza Szwecję i doświadcza całej serii zabawnych perypetii. Za nim podąża pościg handlarzy narkotyków i policji.
Równolegle do teraźniejszości z 2005 r. czytelnik poznaje historię stuletniego życia Karlssona, który stał się mimowolnym świadkiem ważnych wydarzeń historycznych i politycznych, a także nierzadko miał znaczący wpływa na dalszy ich kierunek. Uratował życie generałowi Franco, jadł kolację z przyszłym prezydentem Trumanem, podróżował z Song Meiling, żoną chińskiego przywódcy Czang Kaj-szeka, poznał Mao Zedonga, leciał samolotem z premierem Churchillem i pił wódkę ze Stalinem.
W 2010 r. powieść stała się najlepiej sprzedającą się książką w Szwecji, a do lipca 2012 r. sprzedała się w 3 milionach egzemplarzy na całym świecie. W 2010 r. audiobook, czytany przez aktora Björna Granatha, zdobył nagrodę Iris Ljudbokspris. Autor Jonas Jonasson otrzymał za książkę wiele krajowych i międzynarodowych nagród, m.in.: nagrodę Bokhandlarpriset 2010 i w 2012 niemiecką nagrodę księgarzy. W 2013 r. na kanwie powieści został nakręcony film o tym samym tytule, w reżyserii Felixa Herngrena. W dniu premiery pobił rekord oglądalności.